# 바심 카심
바심 카심 함단 알수와이드(아랍어: باسم قاسم, Basim Qasim Hamdan Al-Suwaid, 1963년 3월 22일 ~ )은 이라크의 전 축구 선수이자 현 지도자로 현재 알탈라바의 감독이다.